# ماريانو إنريكي كويار كالفو
ماريانو إنريكي كويار كالفو (بالإسبانية: Mariano Enrique Calvo) (و. 1782 – 1842 م) هو دبلوماسي من إسبانيا ولد في سوكري.
تولى منصب رئيس بوليفيا .